# Stanisław Matuszewski (poseł)
Stanisław Matuszewski (ur. 14 października 1946 w Pietrzykowie, zm. 7 stycznia 1987) – polski rolnik i polityk, poseł na Sejm PRL IX kadencji.

## Życiorys
W 1980 wstąpił do Zjednoczonego Stronnictwa Ludowego. Zasiadał w wojewódzkim komitecie tej partii w Gorzowie Wielkopolskim, był też wiceprezesem gminnego komitetu w Boleszkowicach. Pełnił mandat radnego Gminnej Rady Narodowej, pełnił także funkcję wiceprezesa zarządu gminnego Ochotniczej Straży Pożarnej oraz przewodniczącego Komisji Oszczędnościowo-Kredytowej w Banku Spółdzielczym w Dębnie.
W 1985 uzyskał mandat posła na Sejm PRL IX kadencji w okręgu Gorzów Wielkopolski. Pracował w Komisji Budownictwa, Gospodarki Przestrzennej, Komunalnej i Mieszkaniowej. Zmarł w trakcie kadencji.

## Ordery i odznaczenia
- Srebrny Krzyż Zasługi (1984)
- Brązowy Medal „Za Zasługi dla Pożarnictwa” (1984)
- Odznaka „Zasłużony Pracownik Rolnictwa” (1980)